# Gueudecourt
Gueudecourt település Franciaországban, Somme megyében. Lakosainak száma 96 fő (2022. január 1.). Gueudecourt Beaulencourt, Ligny-Thilloy, Flers, Ginchy és Lesbœufs községekkel határos.

## Népesség
A település népességének változása:
| Lakosok száma | 99   | 95   | 98   | 94   | 94   | 93   | 92   | 92   | 96   |
|               | 2013 | 2015 | 2016 | 2017 | 2018 | 2019 | 2020 | 2021 | 2022 |